# Templiers en Angleterre
L'histoire des Templiers en Angleterre commence lorsque Hugues de Payns, le fondateur et premier maître de l'Ordre, visita le pays en 1128 pour y chercher de l'argent et des hommes pour les croisades.

## Les débuts
Le roi Henri II (1133-1189) accorda aux Templiers des terrains situés principalement du côté du château Baynard (en) à Londres, où ils construisirent une église ronde, inspirée de leurs quartiers généraux du mont du Temple à Jérusalem.
Les Templiers reçurent également le droit de disposer de l'église St Clement Danes[réf. nécessaire].
En 1185, les Templiers déplacèrent leur quartier général anglais au Nouveau Temple de Londres, où ils construisaient depuis 1161 une nouvelle chapelle ronde. Celle-ci devint ainsi le siège de l'Ordre en Angleterre, et le resta jusqu'en 1312.
La première Maison du Temple fut installée à Londres. Ses premiers maîtres furent, entre autres, Robert de Ferrières († v. 1160), 2e comte de Derby, Bernard de Bailleul, le roi Étienne d'Angleterre et la reine conjointe Mathilde.
Un inventaire fait par Geoffrey Fitz Stephen révèle qu'à partir de 1185 l'Ordre du Temple a eu des possessions très étendues à Londres, dans l'Hertfordshire, l'Essex, le Kent, le Warwickshire, le Salop, l'Oxfordshire, les Cornouailles, le Lincolnshire et le Yorkshire.
L'implication des Templiers dans le domaine financier est soulignée par Walter de Coventry qui écrivit l'histoire de Gilbert de Ogrestan (le Templier accusé du détournement de la dîme de Saladin en 1188 et qui fut sévèrement puni par le maître de l'époque).
Le roi Richard Ier (1157-1199) confirma le droit de propriété des Templiers sur les possessions cédées auparavant, ainsi que leur immunité.
En 1200, le pape Innocent III fulmina la bulle Omne datum optimum déclarant l'immunité des personnes et des marchandises dans les maisons du Temple, par rapport aux lois locales, ce qui fit de la maison du Nouveau Temple le dépositaire du trésor royal et de l'accumulation des revenus Templiers. Ces ressources financières servirent de base au développement des opérations bancaires templières.
Les rois Jean sans Terre (1166-1216) et Henri III (1207-1272) firent de nombreuses transactions financières avec les Templiers.

## La province d'Angleterre
Les templiers disposaient d'une organisation territoriale précise avec un découpage par région (Les limites leur étaient propres), chacune étant administrée par un maître de province et la province d'Angleterre correspondait en réalité aux îles Britanniques à l'exception du pays de Galles. Cette province était elle-même divisée en baillies avec des maîtres de baillies qui encadraient plusieurs commanderies.
Le premier frère templier qui fut désigné comme tel était Hugues d'Argentières en 1140 et le siège de la province se situait à Londres avant d'être transféré à partir de 1199 dans le comté d'Hertford.
- Liste des maîtres de la province d'Angleterre

## Persécution et dissolution

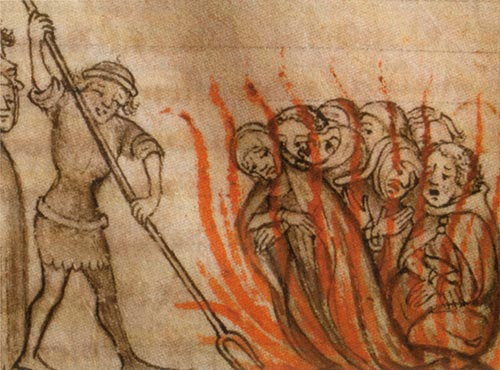
Les Templiers sur le bûcher

Le roi Edouard I (1239-1307) avait accordé aux Templiers un petit rôle dans la gestion des affaires publiques, les questions financières étant dédiées aux marchands italiens et la diplomatie aux ordres mendiants.
Quand le roi Philippe le Bel a ordonné l'arrestation de tous les Templiers présents dans son royaume, en 1307, il a invité les autres monarques européens à faire de même. En Angleterre, le roi Édouard II refuse tout d'abord d’arrêter les Templiers et de saisir leurs biens. Il convoque son Sénéchal de Guyenne et lui demande de rendre compte, à la suite de quoi il rédige le 30 octobre, puis le 10 décembre 1307 des lettres au Pape, ainsi qu'au roi du Portugal, de Castille, d'Aragon et de Naples. Il y défend les Chevaliers du Temple, et les encourage à faire de même. Le 14 décembre, il reçoit confirmation du Pape d'arrêter les Templiers. Il ordonne le 8 janvier 1308 que l'on se saisisse de tous les membres de l'Ordre présents dans son pays, et qu'on les assigne à résidence, sans recourir à la torture.
Un tribunal fut dressé du 22 octobre 1309 jusqu'au 18 mars 1310 présidé par Déodatus, abbé de Lagny et de Sicard de Vaur. La majeure partie des Templiers arrêtés a reconnu que le pouvoir qu'avait le maître de l'Ordre de donner l'absolution était hérétique et se sont vu absous et réconciliés dans l'Église. Un seul d'entre eux, Guillaume de La More, a refusé de reconnaître les faits et il est par conséquent resté prisonnier dans la Tour de Londres jusqu'à sa mort.
La bulle papale Ad providam de Clément V accordant les biens des Templiers aux hospitaliers a été elle aussi ignorée en Angleterre jusqu'en 1324. À partir de 1347, les prêtres commencèrent pourtant à louer les biens des Templiers aux hommes de loi.

## La survie du Temple en Angleterre
Entre le 13 octobre 1307 et le 8 janvier 1308, les Templiers de France n'ont plus subi aucune persécution. Durant cette période, beaucoup de Templiers fugitifs, cherchant à se soustraire aux tortures et exécutions, se sont réfugiés en Angleterre. Mais après des pressions répétées de Philippe IV de France et du Pape Clément V sur Édouard II, quelques arrestations furent diligentées.
Pourtant, la plupart des Templiers en Angleterre (et en fait ceux hors de France en général) ont échappé aux arrestations, et par conséquent aux tortures et exécutions. Évidemment, la dissolution de l'ordre en 1312 n'a pas provoqué une disparition totale et instantanée des Templiers et la tradition a perduré parmi certains d'entre eux, mais en secret. L'ordre représentait en fait un groupe d'hommes unis qui se fiaient les uns aux autres pour leur propre survie lors des batailles. Cette proximité et cette interdépendance entre les Templiers dans les situations périlleuses ont en fait resserré leurs liens et renforcé leur engagement envers cet ordre qu'ils estimaient faussement accusé.
Même si des documents suggèrent que la plupart des Templiers survécurent tout comme leur hypothétique trésor, leurs bateaux et d'autres biens non fonciers, les historiens affirment que les Templiers ont cessé d'exister pour la simple raison qu'ils n'ont plus produit de documents après leur dissolution officielle. Ce mutisme pourrait cependant s'expliquer par la menace de torture et d'humiliation. Par conséquent, cette situation n'était pas susceptible de permettre aux Templiers de produire beaucoup de documents. Le goût du secret des Templiers (motivé par leur mission première qui était guerrière) et des hommes en général fait qu'il n'est pas surprenant de voir de nombreuses histoires perdurer à propos de la continuation de l'ordre.
Dès 1291 et la chute de Saint-Jean-d'Acre (dernière place forte catholique au Proche-Orient), les Templiers ont cessé d'être des croisés, mais ils sont néanmoins restés encore opérationnels jusqu'en 1307.

## Les legs du Temple

Drapeau de l'Angleterre

Beaucoup de symboles du Temple ont évolué pour devenir des symboles contemporains :
- le drapeau de l'Angleterre représente la croix de saint Georges qui serait dérivée de la croix des Templiers[réf. nécessaire] ;
- la croix de saint Georges est le principal symbole de la ville de Londres où elle apparaît à côté d'une épée de Templier[réf. nécessaire] ;
- l'Église du Temple à Londres, fut le siège de l'Ordre du Temple en Angleterre de 1185 à 1312, et l'on peut encore y voir neuf gisants de Templiers. Elle a ensuite été louée puis cédée à des sociétés de juristes, encore connues de nos jours sous le nom de « Inner Temple » et « Middle Temple ».
- les opérations bancaires inventées par les Templiers (telles que les lettres de change) sont l'ancêtre du bon au porteur.

Pour plus de détails concernant les légendes liées aux Templiers, voir l'article : Légendes au sujet des Templiers.

## Sites Templiers en Angleterre

### Les Templiers dans l'Hertfordshire
Dans ses notes, Ben Acheson, un historien du Hertfordshire spécialiste des Templiers, écrit « Les Chevaliers du temple ont existé seulement pour adorer Dieu. On n'exige pas la permission des hommes mortels d'adorer Dieu ».
Baldock fut une ville fondée par les Templiers qui leur servit de quartier général anglais entre 1199 et 1254. Les Templiers bénéficiaient d'un grand soutien populaire en Angleterre, et surtout dans ce comté où ils possédaient beaucoup de terres.
Ainsi, au début des persécutions, les Templiers de la commanderie de Temple Dinsley, en particulier, furent respectés en tant que saints hommes et défenseurs de la population locale. Lorsque six Templiers de la commanderie furent arrêtés et emprisonnés dans le donjon du château d'Hertford, la population protesta en signe de mécontentement et cela causa de nombreux incidents. Cet incident explique peut-être pourquoi, selon la tradition, le comté du Hertfordshire devint une terre de refuge pour les chevaliers du Temple fugitifs venant de toute l'Europe.

#### La Caverne de Royston
La légende relate le fait que, dès le commencement des persécutions, les Templiers furent obligés de se rencontrer dans des cavernes, tunnels ou caves dans l'Hertfordshire, et certainement dans d'autres endroits du sud-est de l'Angleterre. Ces lieux ont très certainement dû être particulièrement bien gardés secrets.
Mais après être restée 300 ans sans être découverte, l'ouverture d'une caverne a été accidentellement trouvée par des ouvriers. Elle était cachée par une lourde meule et une bâche. Comme les Templiers avaient disparu en emportant leur trésor et que le roi Édouard l'avait cherché en vain, la découverte créa une véritable excitation. Elle intimide encore de nos jours car on peut y voir des sculptures des chevaliers du Temple, de Sainte Catherine d'Alexandrie, de Saint Christophe, de Saint Laurent et peut être Saint Georges. Certains historiens considèrent la caverne de Royston comme la preuve que les Templiers ont continué à se voir et à adorer Dieu même après la dissolution.
Toujours d'après la légende, Sainte Catherine avait une signification particulière pour les Templiers fugitifs. Comme eux, elle a été torturée et exécutée pour des crimes qu'elle n'avait pas commis. Elle est également une figure importante pour les gnostiques et pour toute personne qui s'intéresse à l'Arche d'alliance : Catherine a, dans la légende, eu une vision dans laquelle elle était mariée à Jésus, ce qui représente le mariage mystique gnostique. Son culte a été fondé au pied du Mont Sinaï, où l'Arche d'Alliance fut construite et où Moïse reçu les Dix Commandements des mains de Dieu.
Quelques contestations à propos de la caverne de Royston suggèrent plutôt que les Templiers qui y ont vécu seraient en fait les premiers francs-maçons.

### Commanderies
| Liens vers les listes régionales correspondantes |
| --- |
| \| Angleterre de l'Est Grand · Londres Angleterre du Sud-Est Angleterre · du Sud-Ouest Midlands · de l'Est Midlands · de l'Ouest Yorkshire · et Humber Nord · Est Nord-Ouest \| |
| Angleterre de l'Est Grand · Londres Angleterre du Sud-Est Angleterre · du Sud-Ouest Midlands · de l'Est Midlands · de l'Ouest Yorkshire · et Humber Nord · Est Nord-Ouest       |

Pour accéder aux listes des commanderies et Maisons du Temple, par région actuelle : cliquer sur la carte.
Nota :
- Angleterre du Nord-Est : une seule commanderie, Thornton dans le Northumberland[7],[8].
- Angleterre du Nord-Ouest : aucune commanderie connue.

### Autres lieux
- Hertford
  - Château d'Hertford
  - Réseau de souterrain d'Hertford
- St. Mary House, Bramber
- Templecombe, près de Bath
- Temple Ewell dans le Kent
- Le centre ville de Bristol est riche en nom de rue liée aux Templiers (Temple Gate, Temple Bridge…)
- La station de métro Temple à Londres

## Sources
- (en) Cet article est partiellement ou en totalité issu de l’article de Wikipédia en anglais intitulé « Knights Templar in England » (voir la liste des auteurs).